# Jean-Pierre Kalfon

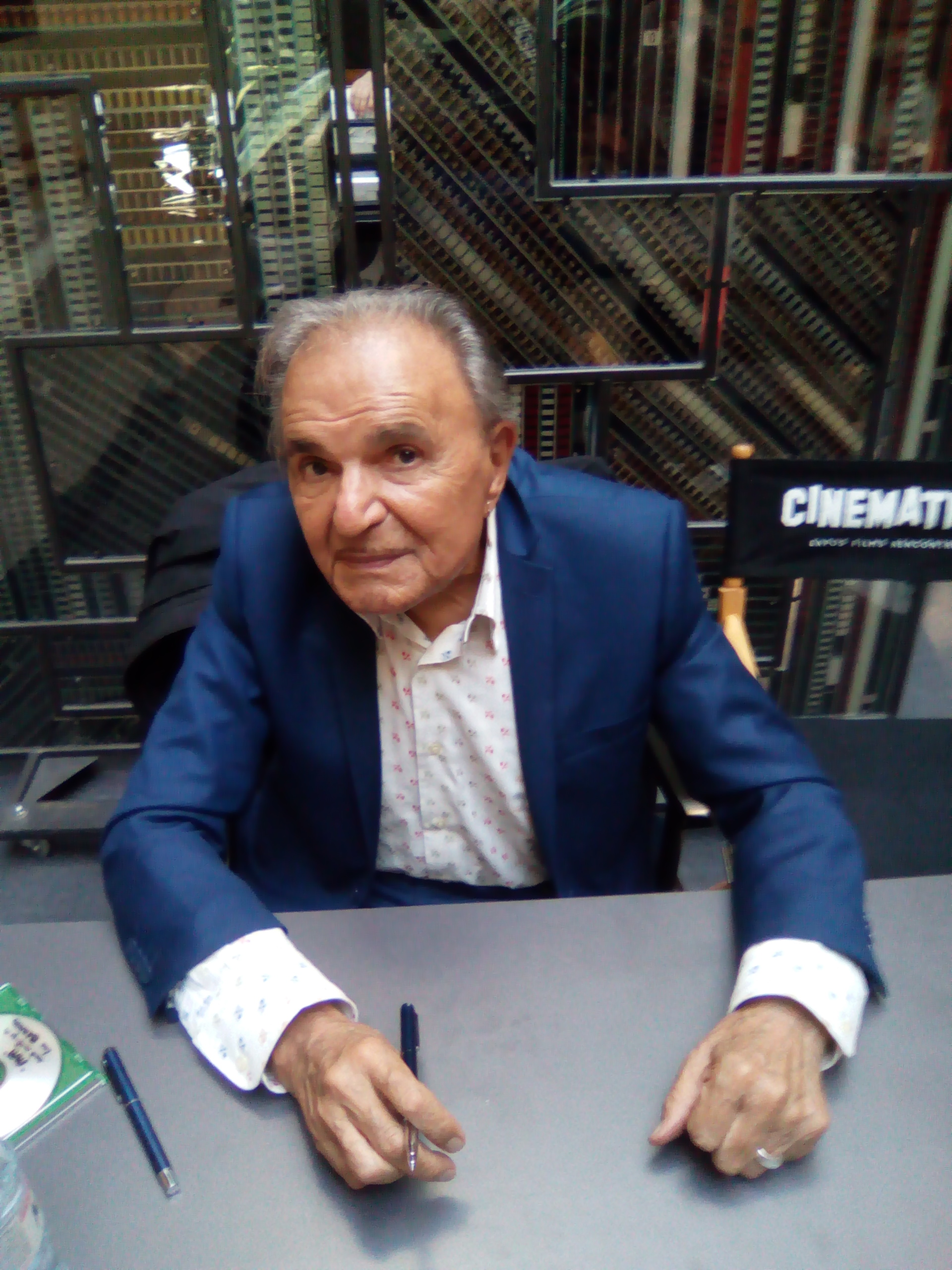
Jean-Pierre Kalfon, 2019

Jean-Pierre Kalfon (* 30. Oktober 1938 in Paris) ist ein französischer Schauspieler.

## Leben
Nach einer turbulenten Jugendzeit erhielt er die Möglichkeit, Jura oder Medizin zu studieren, entschied sich aber für die Schauspielerei. Er trat in Stücken von Ibsen, Calderón und Tschechow auf und gehörte Mitte der 1960er – neben Bulle Ogier, Pierre Clémenti und Michèle Moretti – zur Theatergruppe von Marc'O. Sein Filmdebüt gab Jean-Pierre Kalfon 1958.
Ab 1963 stand er regelmäßig vor der Kamera, wiederholt in Filmen der Nouvelle-Vague-Generation und in Gangsterfilmen. Er verkörperte häufig statuarische, schweigsame, kalte Verbrecher. In anderen Stoffen zeigte er sich dagegen als sensible und verletzliche Persönlichkeit. Für seine Darstellungen in Der Schrei der Eule und in Die Schule der verlorenen Mädchen wurde er 1988 und 2001 jeweils für einen César als bester Nebendarsteller vorgeschlagen.
Gelegentlich widmete sich Kalfon der Musik und trat 1973 in New York zusammen mit Bob Marley auf.

## Filmografie (Auswahl)
- 1966: Und die Frau erschuf die Liebe (Et la femme créa l’amour)
- 1966: Für eine Handvoll Diamanten (Safari diamants)
- 1967: Weekend (Week End)
- 1968: Blaue Gauloises (Les gauloises bleues)
- 1968: Vögel sterben in Peru (Les oiseaux vont mourir au Pérou)
- 1968: Amour Fou (L’Amour fou)
- 1972: La Vallée
- 1976: Der Gute und die Bösen (Le bon et les méchants)
- 1976: Ein Hauch von Zärtlichkeit (Si c’était à refaire)
- 1977: Auch Betrügen will gelernt sein (L’apprenti salaud)
- 1978: Roland (La Chanson de Roland)
- 1979: Der Polizeikrieg (La guerre des polices)
- 1980: Die Polizistin (La femme flic)
- 1980: Die Hunde des Krieges (The Dogs of War)
- 1981: Kinder für das Vaterland (Allons z’enfants)
- 1981: Condorman (Condorman)
- 1981: Ein jeglicher wird seinen Lohn empfangen … (Les uns et les autres)
- 1981: Jetzt und alles
- 1981: Eine merkwürdige Karriere (Une étrange affaire)
- 1982: Tausend Milliarden Dollar (Mille milliards de dollars)
- 1982: Worte kommen meist zu spät (Hécate, maîtresse de la nuit)
- 1983: Auf Liebe und Tod (Vivement dimanche!)
- 1984: Dog Day – Ein Mann rennt um sein Leben (Canicule)
- 1984: Theater der Liebe (L’amour par terre)
- 1984: Der Zwilling (Le jumeau)
- 1987: Der Schrei der Eule (Le cri du hibou)
- 1992, 1995: Kommissar Navarro (Navarro, Fernsehserie, 2 Folgen)
- 1994: Kommissar Moulin (Commissaire Moulin, Fernsehserie, 1 Folge)
- 1998: Verrückt nach ihr (Folle d’elle)
- 1998: L.A. Without a Map
- 2000: Die Schule der verlorenen Mädchen (Saint-Cyr)
- 2000: Total western
- 2001: Die Probe (La répétition)
- 2003: Die Träumer (The Dreamers, Cameo-Auftritt)
- 2003: Nestor Burmas Abenteuer in Paris (Nestor Burma; Fernsehserie, 1 Folge)
- 2007: J’ai toujours rêvé d’être un gangster
- 2008–2014: Mafiosa (Fernsehserie, 23 Folgen)
- 2009: Venus und Apoll (Vénus & Apollon; Fernsehserie, fünf Folgen)
- 2012: Spieglein an der Wand (Miroir mon amour, Fernsehfilm)
- 2015: Dieses Sommergefühl (Ce sentiment de l‘été)